# Караюча сила
Караюча сила (англ. Avenging Force) — американський бойовик 1986 року.

## Сюжет
Колишній секретний агент Метт Гантер приходить на допомогу своєму другу Ларрі, на якого готують замах терористи. Їм вдається убити всю сім'ю Ларрі і викрасти молодшу сестру Метта. У нерівній сутичці Метт все ж перемагає своїх ворогів.

## У ролях
- Майкл Дудікофф — капітан Метт Гантер
- Стів Джеймс — Ларрі Річардс
- Джеймс Бут — адмірал Браун
- Вільям Воллес — Вейд Делані
- Джон П. Райан — професор Елліот Гластенбері
- Карл Джонсон — командер Джеб Воллес
- Марк Алаймо — Чарлі Левелл
- Еллісон Герейті — Сара Гантер
- Лорен Фармер — Ендрю Паркер
- Рік Бойл — дідусь Джиммі
- Сільвія Джозеф — Дейсі Річардс
- Роберт Тейлор — Ларрі Річардс молодший
- Брюс Джонсон — Джефф Річардс
- Роберт Кронін — Ті Сі Купер
- Джон Вілмот — генерал Ел Вайт
- Джеймс Бордерс — Чарльз Крей
- Нельсон Кемп — Фіфі
- Лайла Гей Оуен — доктор 1
- Клаудія Васіловік — військовий писар
- Рамон Олверйетта — агент ЦРУ
- Джон Барбер — Батлер
- Бекі Девіс — доктор 2
- Пол Стейплс — Джек Кейн
- Б.Дж. Девіс — Джо Ферріс
- Кейн Годдер — головоріз
- Стів Юлен — головоріз
- Алан Маркус — головоріз
- Чарлі Скін — головоріз
- Гарі Александер — головоріз
- Марія Анкона — (в титрах не вказана)
- Коріна Маєрс — гуляка (в титрах не вказана)
- Джеймс Вільямсон — агент ФБР (в титрах не вказаний)